# Starter (bande dessinée)
Pour les articles homonymes, voir Starter.
Starter est le nom de la rubrique automobile créée par Jacques Wauters en 1950 pour le Journal de Spirou (n°636). André Franquin crée graphiquement le personnage du petit mécanicien Starter en 1956 (n°940), en illustrant la chronique automobile. Il avait auparavant déjà illustré la rubrique une seule fois en 1952 dans le n°733, mais avec un dessin de Spirou. 
En 1957, débordé de travail, André Franquin laisse à Jidéhem le soin d'illustrer la chronique automobile, ce dernier démontrant un talent certain pour le dessin mécanique. Jidéhem réalise par la suite les dessins et les textes de la chronique automobile jusqu'en 1978. Les comptes rendus de plus de 700 essais ou reportages, accompagnés de dessins esthétiques ou techniques, sont ainsi personnifiés par Starter.
Au départ exclusivement rédactionnel, Starter vit ensuite ses propres aventures intégrant finalement la série Sophie tout en continuant parallèlement l'animation des pages automobiles du Journal de Spirou.
Starter porte en général un bleu de travail et une casquette à visière de style américain. Pour les essais de « deux roues », souvent des cyclomoteurs sportifs à boîte de vitesses (Flandria, Minarelli ,Gitane Testi, à la mode chez les jeunes des années 1960-70).  C'est son cousin ou son frère jumeau, nommé Pipette (par allusion au doseur pour le mélange deux temps) qui tient la chronique, les seules différences avec Starter étant sa chevelure rousse et  son accoutrement : casque avec bande à damiers (quand le casque est devenu obligatoire), blouson en mouton retourné, jeans et gants de moto.
Plusieurs ouvrages sont par la suite édités reprenant une partie des essais automobiles et des dessins des chroniques de Starter.

## Épisodes
| N°           | Titre                       | Nombre de pages | Scénario | Dessin  | Périodiques de prépublication | De                         | À                          | Résumé {remarque} |
| de l'épisode | de l'épisode                | Nombre de pages | Scénario | Dessin  | Périodiques de prépublication | De                         | À                          | Résumé {remarque} |
| ------------ | --------------------------- | --------------- | -------- | ------- | ----------------------------- | -------------------------- | -------------------------- | --- |
| 1            | La révolte des autos        |                 |          | Jidehem | Journal de Spirou             | 31 décembre 1959 (no 1133) | 31 décembre 1959 (no 1133) | {Mini-récit hors série} |
| 2            | Histoire de l'automobile    |                 |          | Jidehem | Journal de Spirou             | 30 juin 1960 (no 1159)     | 30 juin 1960 (no 1159)     | (Mini-récit no 23) |
| 3            | Starter contre les casseurs | 44              | Jidehem  | Jidehem | Journal de Spirou             | 8 juin 1961 (no 1208)      | 7 décembre 1961 (no 1234)  | Starter et Pipette, aidé par M. Schlemazl, inventeur d'une nouvelle voiture automobile, mettent tout en œuvre pour révéler aux autorités les agissements des assurances Caïn pour forcer les gens à assurer leurs véhicules automobiles chez eux. |
| 4            | La maison d'en face         |                 | Jidehem  | Jidehem | Journal de Spirou             | 21 février 1963 (no 1297)  | 18 juillet 1963 (no 1318)  | {cet épisode sera intégré à un épisode ayant le même titre dans l'album 6 de la série Sophie} |
| 5            | L'œuf de Karamazout         |                 | Jidehem  | Jidehem | Journal de Spirou             | 23 janvier 1964 (no 1345)  | 11 juin 1964 (no 1365)     | {cet épisode deviendra le premier épisode de la série Sophie en albums} |
| 6            | La bulle du silence         |                 | Vicq     | Jidehem | Journal de Spirou             | 1965 (no 1433)             | 24 mars 1966 (no 1458)     | {cet épisode deviendra le second épisode de la série Sophie en albums} |